# Cérémonie de clôture des Jeux paralympiques d'été de 2016
La cérémonie de clôture des Jeux paralympiques d'été de 2016 a eu lieu au Stade Maracanã à Rio de Janeiro au Brésil le 18 septembre 2016.
Comme le veut le protocole paralympique, la cérémonie met en scène des vedettes dans des présentations culturelles pour le pays organisateur qu'est le Brésil et le prochain qui sera le Japon, ainsi que des interventions du président du Comité International Paralympique (IPC) Philip Craven , et le leader du Comité d'organisation des Jeux Carlos Arthur Nuzman. La remise officielle du drapeau paralympique au gouverneur de Tokyo Yuriko Koike, dont la ville sera l'hôte des Jeux paralympiques d'été de 2020, est effectuée par le maire de Rio de Janeiro Eduardo Paes. La cérémonie se conclut par l'extinction de la flamme paralympique.

## La cérémonie
La chanteuse Ivete Sangalo chante durant la cérémonie. La remise du drapeau à Tokyo se fait avec les chanteurs japonais Crystal Kay et Tatsumichi Satoko.

## Hymnes
- Saulo Laucas - Hymne national brésilien
- Orchestre philharmonique de Londres - Hymne national britannique
- TBA -  Hymne paralympique
- NHK Tokyo Children's Choir et Otowa Yurikago Kai -  Hymne national japonais